# アンソニー・イングリス

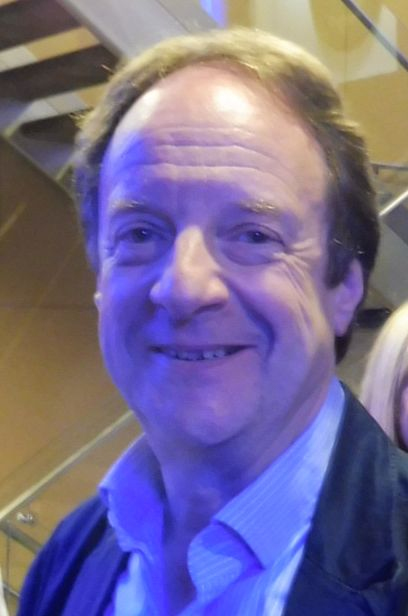
2016年のイングリス

アンソニー・イングリス（Anthony Inglis, 1952年6月27日 - ）は、イギリス出身の指揮者。
バッキンガムシャーのハルトン空軍基地の病院にて生まれる。1965年から1969年までマルボロー・カレッジに在籍して音楽の奨学金を受け、ロンドン王立音楽大学に進学。進学先でヴァイオリンとバスーンを学んだ後、ハーヴェイ・フィリップスとヴァーノン・ハンドリーに指揮法を学んだ。また、コリン・デイヴィス、エイドリアン・ボールトやベルナルト・ハイティンクらの助手をしたり、アメリカの放送局のために晩年のレオポルド・ストコフスキーへのインタビューを買って出たりした。大学卒業後は、ウェスト・エンドのミュージカルの指揮者を務めたり、イングリッシュ・ナショナル・バレエやサドラーズ・ウェルズ・バレエなどの指揮をしたりして経験を積んだ。BBCでアルスター管弦楽団と共演したのを皮切りに、イギリス内外のオーケストラに客演を重ね、1987年からロンドンのナショナル交響楽団の音楽監督を務める。